# مگس لاشه آفریقایی
مگس لاشه آفریقایی (نام علمی: Chrysomya putoria) نام یک گونه از خانواده مگس‌های لاشه است.